# Star Control 3
Star Control 3 est un jeu vidéo combinant shoot 'em up et stratégie, développé par Legend Entertainment et édité par Accolade en 1996. Il fait suite à Star Control (1990) et Star Control 2 (1992), développés par Toys for Bob.

## Scénario
Le jeu propose de construire une alliance entre plusieurs races extraterrestres pour lutter contre les Eternels, des entités mystérieuses qui se nourrissent de la force vitale de toute forme de vie intelligente. Pour se protéger de cette menace, les Précurseurs se sont génétiquement modifiés en créatures à six pattes. Cependant, les robots chargés de les ramener à leur forme originale subissent une avarie. Partis à la recherche des Précurseurs, les Humains rencontrent cette nouvelle espèce sans savoir qui elle est réellement.

## Système de jeu
Le jeu est un mélange de diplomatie, de combat spatial et de gestion économique. Chaque espèce rencontrée peut devenir un allié ou un ennemi potentiel.

## Série
Comme son nom l'indique, Star Control 3 est le troisième opus de la série Star Control.